# Xanthorhoe thules
Xanthorhoe thules är en fjärilsart som beskrevs av Louis Beethoven Prout 1896. Xanthorhoe thules ingår i släktet Xanthorhoe och familjen mätare. Inga underarter finns listade i Catalogue of Life.